# Guillaume Lebeau
Pour les articles homonymes, voir Lebeau.
Guillaume Lebeau, né le 11 décembre 1971 à Fontainebleau, est un écrivain français.

## Biographie
Natif de Fontainebleau, il travaille d’abord dans l’édition, puis dans la presse musicale pop-rock. Lauréat de plusieurs prix littéraires dont le Prix du festival du film policier de Cognac en 1999, le Masque de l’année en 2000 et le Grand Prix de littérature de science-fiction en 2007, Guillaume Lebeau est auteur de thrillers et scénariste. Spécialiste du roman policier, il est l’auteur de deux documentaires sur le polar scandinave et a publié deux essais consacrés à Fred Vargas, et à Stieg Larsson (roman graphique),, ainsi qu'une encyclopédie consacrée à la romancière Agatha Christie intitulée Agatha Christie de A à Z .
Il a contribué à créer, puis a dirigé jusqu'en 2014, la collection Rageot Thriller, aux éditions Rageot.
Il est aujourd'hui producteur et scénariste pour Otago Productions.

## Publications

### Romans et essais
- Les Derniers Chevaliers, Éditions du Masque, collection « Abysses », 1997
- L'Algèbre du besoin, Éditions du Masque, Le Masque no 2416, 1999 (Prix du festival du film policier de Cognac 1999)
- L'Agonie des sphères, Éditions du Masque, Le Masque no 2436, 2000 ; réédition, coll. « J'ai lu » no 5957, 2001 (Masque de l’Année 2000)
- Cold Gotha, Éditions Baleine, coll. « Club Van Helsing », 2007
- Pentagone, Éditions Phébus, 2007
- Iceland, Éditions Mango, 2007
- Hexagone, Éditions Phébus, 2008
- Le quatrième manuscrit[10], Éditions du Toucan, 2008
- Le Mystère Fred Vargas[2],[3], Éditions Gutenberg, 2009
- Trigone, Éditions Phébus, 2010
- Les Chemins de moindre résistance, coll. « Coups de tête », Éditions 400 coups, 2010
- Planète Complots, Collection « Planète », Éditions La Manufacture de livres, 2011
- Banquises de feu, La Saga de Sakari tome 1, Éditions Rageot, 2011
- L'Empreinte du trident, La Saga de Sakari tome 2, Éditions Rageot, 2011
- 25 énigmes criminelles en chambre close, Éditions Marabout, 2012
- Le Troisième Pôle, Éditions Marabout, 2011 ; réédition, Marabout, Marabooks Poche, 2013
- Crimes glacés[11], Éditions Marabout, 2013
- La Sixième Extinction, Éditions Marabooks, 2014
- Agatha Christie de A à Z [7], avec Anne Martinetti, Télémaque, 2014
- Complots et Paranoïa[12], Éditions City, 2019
- Islande, révolution boréale, Collection "L'âme des peuples", Nevicata, 2023

### Livres-jeux
- 25 énigmes criminelles en chambre close, Marabout, 2012
- La boite à énigme spéciale chambre close, Marabout, 2012
- 25 crimes presque parfaits : menez l’enquête, Marabout, 2014
- Le grand livre des énigmes de Gotham City[13], Marabout, 2014
- Mon carnet d’enquêtes Serial killers, Marabout, 2015
- La boite a énigme Batman, Marabout, 2015
- Le Grand livre des énigmes de XIII, Marabout, 2015
- Carnets d’énigmes Batman, Marabout, 2016
- Cahier de vacances enquêtes criminelle 2016, Marabout, 2016

### Nouvelles
- Maxidiscompte, Passion commerce, Éditions Autrement, coll. « Le Mook », 2012
- Sous la ligne de flottaison, Rouen, Industrie sur Seine, Éditions Autrement, coll. « Le Mook », 2012
- Le Septième bureau, Sciences et Vie Junior, Hors-série no 93, 2012

### Articles
- Le thriller: somme de toutes les peurs?, in revue Citrouille no 63, 2012
- Smells like teen spirit... l'ado, nouveau héros du thriller ?, in Le salon-littéraire.com, 2012

### Bande dessinée
- Stieg Larsson, avant Millenium[4],[5],[6], dessin de Frédéric Rébéna, Denoël, 2012
- Agatha, la vraie vie d'Agatha Christie[14],[15],[16], co-scénario d'Anne Martinetti, dessins d'Alexandre Franc, collection Marabulles, Marabout, 2014  (ISBN 978-2501081610)
- Björk une femme islandaise, dessins de Christelle Pécout, coll. « Marabulles », Marabout, 2015  (ISBN 978-2501081009)

## Scénario de documentaires
- Horreur boréale, Production Label Image, 2009 (Diffusé sur 13e rue)
- Recherche Fred Vargas désespérément, Production Label Image, 2011 (Diffusé sur 13e rue)
- Ice Crimes, Production Label Image, 2012 (Diffusé sur 13e rue)
- XIII, La Conspiration dans la peau, Production Label Image, 2014 (Diffusé sur 13e rue)
- L'Architecture du vertige, Production Prism's, 2015 (Diffusé sur Ciné+ Classic)
- Home sweet home, Production Prism's, 2015 (Diffusé sur Ciné+ Frisson)
- Monsieur Malakian, vie, mort et résurrection d'Henri Verneuil, Production Prism's, 2016 (Diffusé sur Ciné+ Classic)
- Alerte rouge ! À l'Est du nouveau, Production Prism's, 2016 (Diffusé sur Ciné+ Frisson)
- In the mood for Melville, Production Prism's, 2017 (Diffusé sur Ciné+ Classic)
- Red in blue[17], Production Prism's, 2017 (Diffusé sur Ciné+ Classic)
- Millennium: legacy, Otago Productions, 2018 (Diffusé sur 13e rue)
- Make Horror Great Again, Otago Productions, 2018 (Diffusé sur Canal+)
- The King, l'Amérique de Stephen King, Otago Productions, 2019 (Diffusé sur Ciné+ Frisson et Canal+ Cinéma)
- Nouvelle vague, le manga fait son évolution, Otago Productions, 2020 (Diffusé sur Canal+ Cinéma)
- Neill Blomkamp, futur immédiat, Otago Productions, 2020 (Diffusé sur Canal+ Cinéma)
- Pas de bras, pas de cinéma ?, Otago Productions, 2022 (Diffusé sur Ciné+ Émotion)
- Espace, nouvelle frontière du cinéma ?, Otago Productions, 2022 (Diffusé sur Canal+ Cinéma)